# Maria José de Jesus
Maria José de Jesus ou Deré Lubidí nasceu no dia 18 de setembro de 1900. Foi iniciada na nação Angola aos 23 de junho de 1920 por Manoel Rodrigues do Nascimento e teve Manoel Ciriaco de Jesus como pai pequeno, e em 25 de dezembro de 1920 recebeu a denominação de Deré Lubidí.
Em 1924, recebeu o cargo de Cota Camuquengê e em 1932, o cargo de mameto-de-inquice (equivalente à Ialorixá) do Terreiro Tumba Junçara. Em 1953 fundou o terreiro Ntumbensara, na Rua José Pititinga nº 10 - Cosme de Farias, Salvador, Bahia, que em 18 de outubro de 1964 foi transferido para o Alto do Genipapeiro.